# 城東市民体育館
城東市民体育館（じょうとうしみんたいいくかん）とは、石川県金沢市土清水にある体育館、屋内スポーツ施設である。
現在の城東市民体育館は、かつて金沢市石引3丁目4番18号にあった初代の施設（1973年〈昭和48年〉建設）に代わるものである。

## 概要
名称のとおり、金沢城の東側にある金沢市営体育館の1つ。管理運営は、金沢市スポーツ事業団が行っている。隣には、金沢市営の城東テニスコートがある。2012年（平成24年）には、9人制バレーボールの大会「天皇杯・皇后杯全日本バレーボール選手権大会」石川県大会で、女子の会場として使用された。

## 施設一覧
体育館
面積:31 m×35 m
- バレーボールコート - 2面
- バスケットボールコート - 2面
- バドミントンコート - 8面
- ソフトバレーボールコート - 8面
- 卓球台…10台
- 多目的スペース

ちびっこスペース
その他の施設設備
- 自動販売機
- 更衣室
- シャワー室
- 駐車場 - 収容台数:82台